# 토리노 변경
토리노 변경(이탈리아어: marca di Torino 마르카 디 토리노[*])은 10세기 중반에 설치된 중세 이탈리아의 봉읍이다. 처음 분봉되었을 때는 아르두이노 변경(라틴어: marca Arduinica 마르카 아르두이니카[*])이라고 했다. 피에몬테 지역의 토리노, 아우리아테, 알벤가 등 여러 백국들을 하위 봉신국으로 거느렸다. 변경의 강역은 서알프스산맥과 리구리아 해안 사이의 포 계곡 일대였다. 후반기에 작위가 사보이아가에 넘어갔고, 사보이아가가 스스로 "수사 변경백"을 칭했기에 토리노 변경을 "수사 변경"이라고 부르는 경우가 있다. 하지만 수사시와 수사계곡은 11세기 초까지만 해도 토리노 변경에서 별 볼 일 없던 동네였다.

## 역사
토리노 변경의 전신인 아르두이노 변경 변경은 이탈리아 왕국을 세 개의 변경으로 나눌 때 생긴 것으로, 각 변경들은 분봉된 가문의 이름이 붙었고 다음과 같다.
- 아르두이노 변경(marca Arduinica) - 964년 아르두이노가를 분봉
- 알레라모 변경(marca Aleramica) - 967년 알레라모가를 분봉
- 오베르트 변경(marca Obertenga) - 961년 오베르트가를 분봉

941년, 이탈리아왕 우고가 아르두이노 글라브리오를 토리노 변경백으로 임명했다. 아르두이노는 토리노와 수사 계곡을 사라센인들로부터 탈환했고, 그의 변경백 작위는 964년 황제 오토 1세의 승인을 받았다. 그 뒤 토리노 변경은 아르두이노의 후손들인 아르두이노가(아르두이니치) 사람들에게 상속되었다. 아르두이노의 아들 만프레디 1세가 상속받았고, 또 그 아들 만프레디 2세가 상속받았다. 만프레디 2세에게는 아들이 없었기에 딸 아델라이데에게 봉읍이 상속되었다. 그러나 실권은 아델라이데의 남편인 아오스타 백작 오도네에게 있었다. 이후 오도네가 형으로부터 사보이아 백국까지 상속받으면서 아델라이데와 오도네의 자손들이 사보이아가를 이루어 번청한다.
1901년 아델라이데가 죽자 토리노 변경은 붕해된다. 수도격인 토리노시는 토리노 주교의 봉읍이 되는 한편 내부적으로는 자치도시가 되었다(1091년). 1092년 신성로마황제 하인리히 4세가 아들 콘라트 2세를 토리노 변경백으로 임명한다. 콘라트의 어머니는 베르타 디 사보이아로, 즉 콘라트는 아델라이데의 외손자였다. 콘라트는 변경백 노릇을 하기 위해 노력했지만 결과는 신통치 않았고 허울뿐인 신세였다. 그 동안 콘라트의 외사촌 움베르토 2세 디 사보이아 백작이 토리노 변경의 북부를 잠식해갔고, 남쪽에서는 아델라이데의 조카 보니파치오 델 바스토가 토리노 변경의 남부를 합병해오면서 토리노 변경은 역사 속으로 사라졌다.

## 역대 변경백
아르두이노가
- 아르두이노 글라브리오 (962년–977년)
- 올데리코 만프레디 1세 (977년–1000년)
- 올데리코 만프레디 2세 (1000년–1034년)
- 아델라이데 (1034년–1091년) & 남편들:
  - 헤르만 4세 폰 슈바벤 공작 (바벤베르크가, 1037년–1038년)
  - 엔리코 델 몬페라토 변경백 (알레라모가, 1041년–1045년)
  - 오도네 1세 디 사보이아 백작 (사보이아가, 1041년–1045년)

사보이아가(어머니 아델라이데와 공동재위)
- 피에트로 1세 (1060–1078)
- 아마데오 2세 (1078–1080)

몽벨리아르가 (처외조모 아델라이데와 공동재위)
- 프리드리히 폰 묌펠가르트 백작 (1080년–1091년)